# Deich

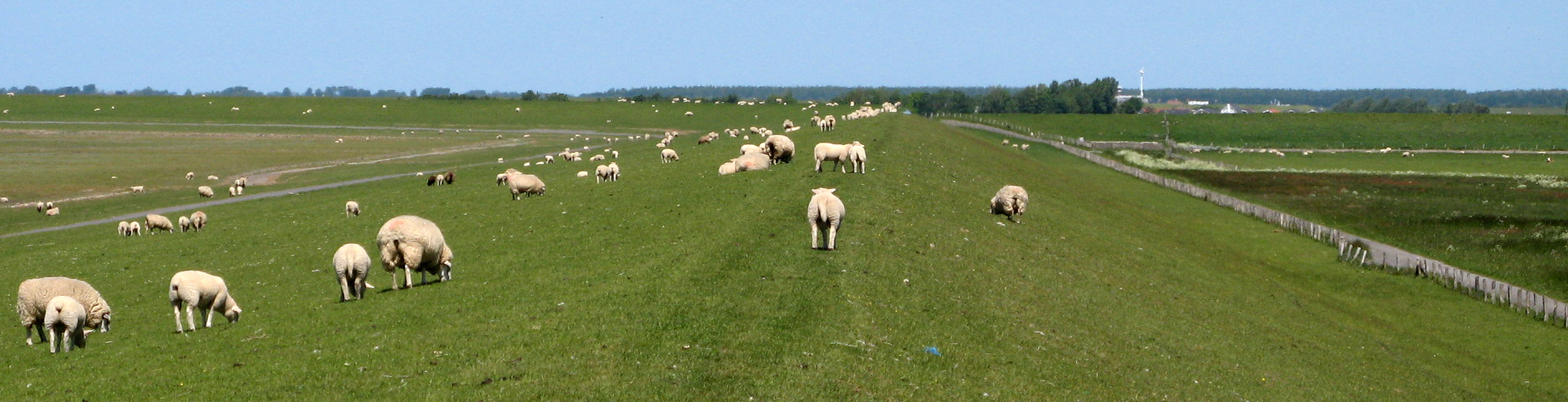
Seedeich mit Vorland (links) in Wesselburenerkoog

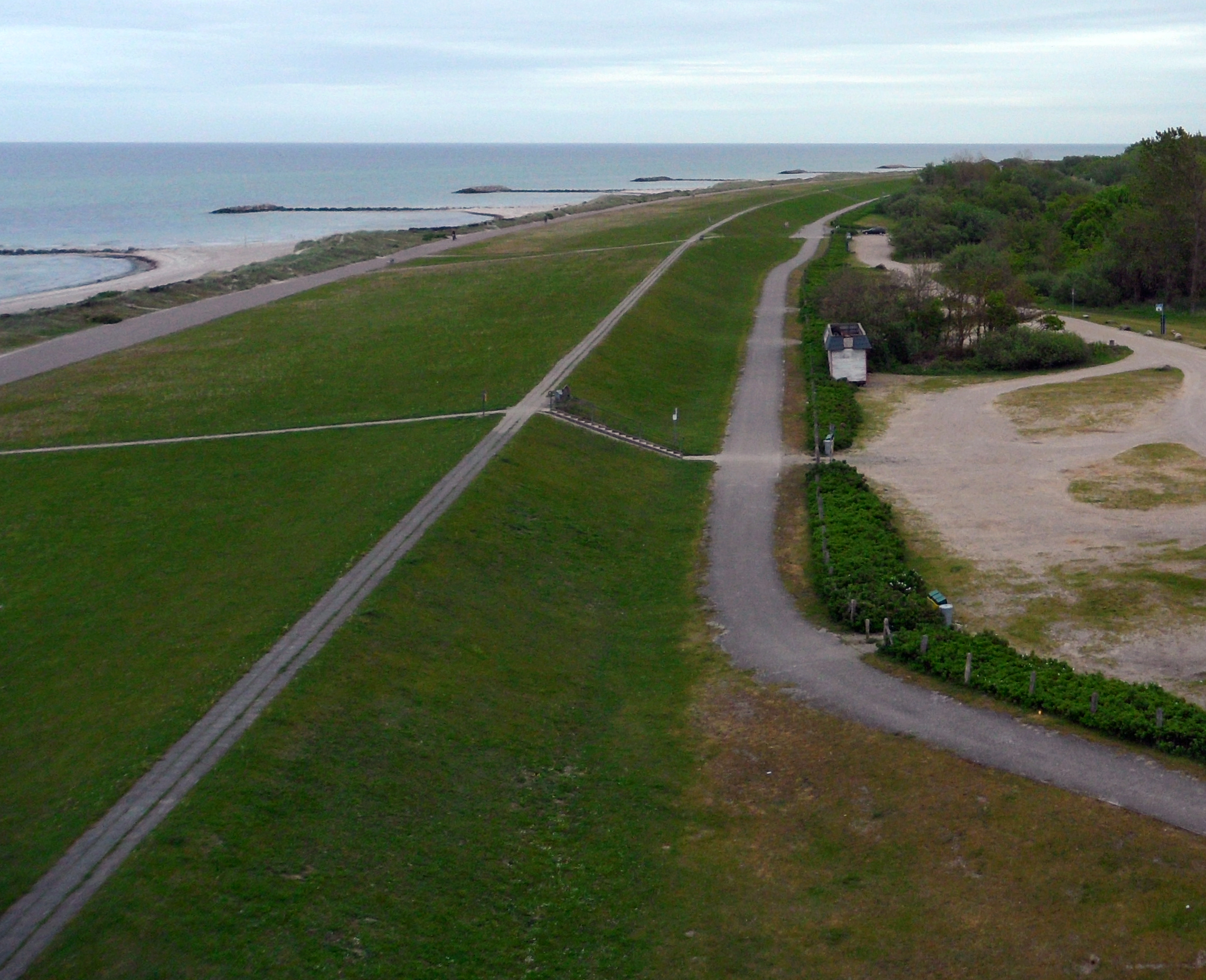
Ostseedeich in der Probstei

Der Begriff Deich (von mittelniederdeutsch dîk „Deich“, „Teich“, für künstlich angelegtes Gewässer, ursprünglich = „Ausgestochenes“) bezeichnet wasserbauliche Anlagen zum Hochwasserschutz, die entlang von Küsten und Flüssen errichtet werden. Es sind meist asymmetrisch profilierte Bauwerke, die als Damm längsseits eines Flusses oder des Meeresufers liegen und das niedrige und schwach reliefierte, unmittelbar daran anschließende Hinterland vor Überflutungen schützen sollen. Im Inland werden sie an den Rändern von Flüssen zum Schutz von Flussauen vor Hochwasser angelegt und meistens einfach als Dämme bezeichnet.
An der Nordseeküste wurden bereits seit einigen Jahrhunderten Deiche auch zur Neulandgewinnung errichtet. In diesem Zusammenhang wird daher auch heute noch vom Eindeichen des Watts gesprochen. Die in der Vergangenheit durch den Deichbau entstandenen Gebiete werden, regional differenziert, Koog, Polder oder Groden genannt. Die Böden dieser so geschützten Gebiete weisen vom Meeresspiegel herantransportierte Sedimentablagerungen auf und werden als Marsch(en) bezeichnet. In der heutigen Zeit, die durch ein fortgeschrittenes Umweltbewusstsein der Bevölkerung charakterisiert wird, ist die Umweltpolitik zu einem stark prägenden Faktor geworden. Diese setzt sich für eine stärkere Regulierung des Landmanagements ein. So ist heute die Neulandgewinnung in den Hintergrund getreten.

## Abgrenzung der Begriffe

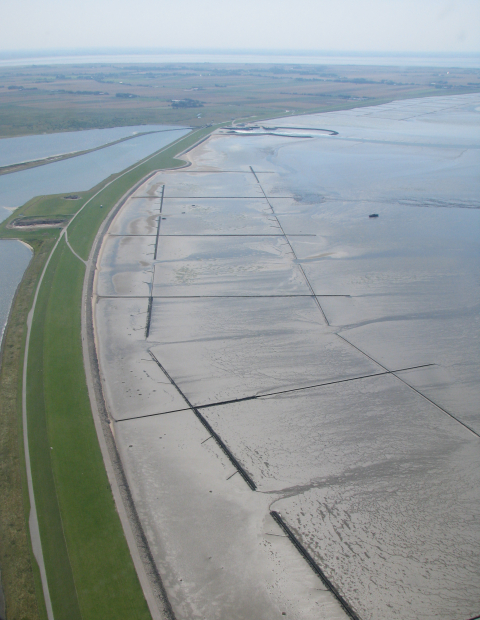
Luftaufnahme des scharliegenden Deiches des Beltringharder Koogs in Nordfriesland

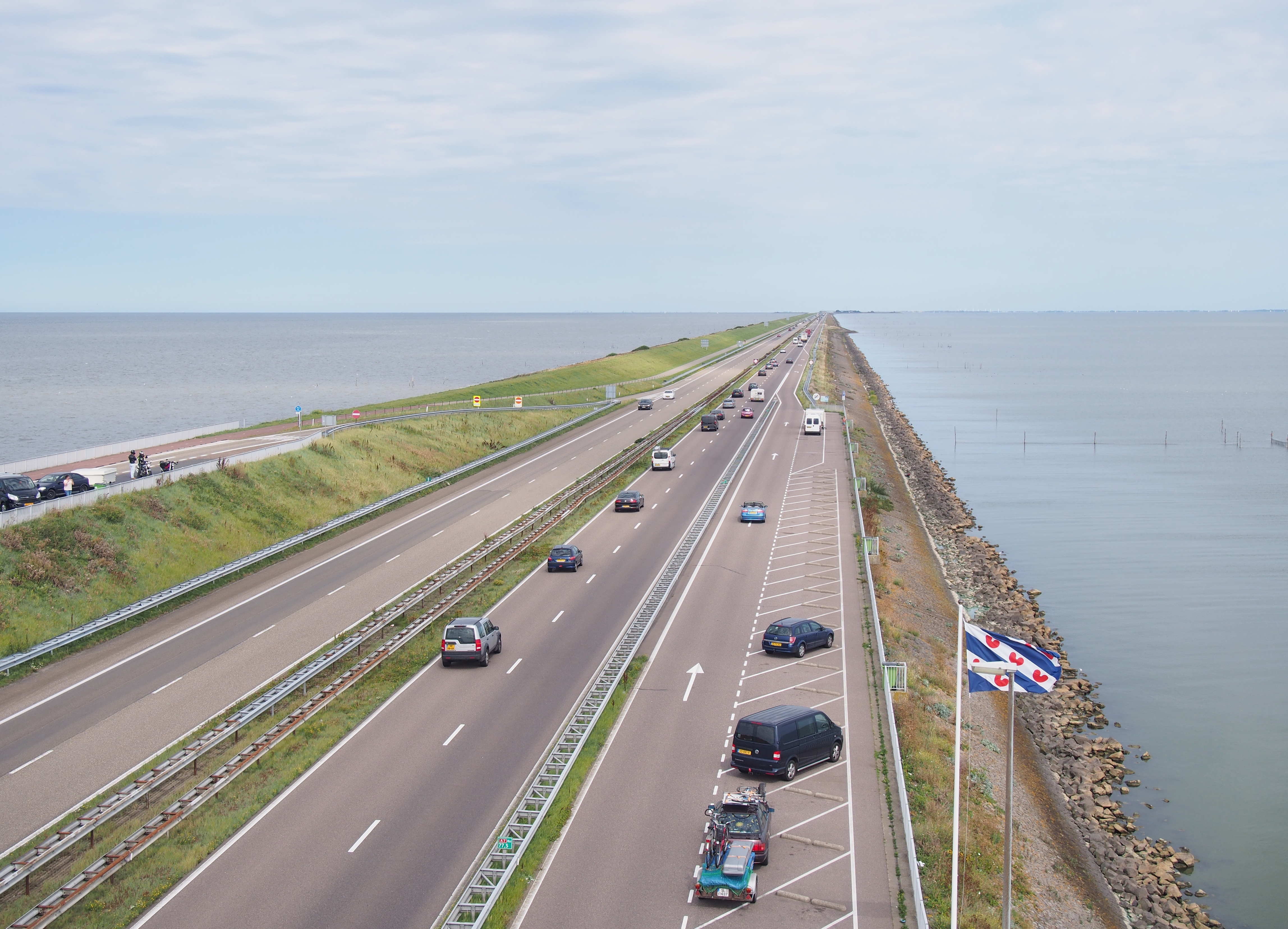
Abschlussdeich zwischen IJsselmeer (rechts) und Nordsee (links)

Im technischen Sprachgebrauch ist ein Deich nur zeitlich befristet mit Wasser eingestaut. Deshalb befindet er sich häufig an einem natürlichen Gewässer (z. B. Fluss, Meer) und dient der Abwehr von vorübergehenden Gefahren (Hochwasserschutz). Im Gegensatz dazu ist ein Damm dauerhaft eingestaut. Somit ist er meist an einem künstlichen Gewässer (Stauanlage, Talsperre, Kanal) zu finden. Ebenfalls gibt es den Leitdamm zur dauerhaften Lenkung des Wassers in einem Gewässer. Diese Begriffspezifizierung wird nicht im englischen Sprachraum und in Österreich verwendet.

### Kategorisierungen
Entsprechend der geographischen Lage des Deiches und der Bauweise werden heute zwei grundlegende Typen unterschieden. Es handelt sich hierbei um Fluss- und Seedeiche.
Eine weitere Unterscheidung erfolgt vor allem bei Seedeichen auf Basis des Schutzgrades. Während niedrige Sommerdeiche lediglich den Schutz des angrenzenden Ackerlandes vor den alltäglichen Pegelschwankungen im Zuge des Gezeitenverlaufs bewirken, sind Winterdeiche höher bemessen und bieten auch Schutz vor Sturmfluten. Dies hat jedoch nur noch historische Bedeutung. Sommerdeiche finden sich zum Beispiel noch auf den Halligen zum Schutz der Weiden, während die Siedlungen durch höher gelegene Warften vor Sturmfluten besonders geschützt werden. Auch auf dem Festland finden sich gelegentlich alte Sommerdeiche, heute liegen sie durch den Bau neuerer Seedeiche meist in zweiter oder gar dritter Reihe. Bis in die 1970er Jahre boten sie einen Hochwasserschutz in ackerbaulich genutzten unbesiedelten Außendeichbereichen, beispielsweise die heute unter Naturschutz stehenden Außendeichbereiche im Land Kehdingen. Diese Sommerdeiche verfügten über eine flache Konstruktion, da sie regelmäßig bei Sturmfluten überschwemmt wurden und dabei keine größeren Schäden durch die Flutwelle nehmen sollten. Winterdeiche lagen weiter landeinwärts, waren höher und kräftiger ausgelegt und schützen das besiedelte Hinterland vor den Herbst- und Wintersturmfluten.
An Küsten erfolgt eine weitere Kategorisierung auf Basis der Lage des Deiches zur See. Vorlanddeiche sind dadurch bestimmt, dass der Deich durch ein, mehr oder minder weit ausgeprägtes, sogenanntes Vorland geschützt wird, während Schardeiche direkt an der Wasserkante liegen und aus diesem Grund der Deichfuß in besonderer Weise gesichert werden muss. Da Vorlanddeiche eine größere Deichsicherheit haben, wird an kritischen Stellen versucht, durch den Bau von sogenannte Lahnungsfeldern in kürzerer Zeit Vorland an einem schar liegenden Deich entstehen zu lassen.
Daneben gibt es diverse, regional geprägte Begrifflichkeiten, die unter anderem die Art und Funktion des Deiches deutlich machen. Hierzu zählen die Begriffe:
- Abschlussdeich
- Schenkeldeich
- Stackdeich

### Funktionen
Ein Deich schützt das Land vor Überschwemmungen durch hohe Pegelwasserstände. Als charakteristisches Landschaftselement dient er vor allem an der niederländischen und der deutschen Nordseeküste (Ostfriesland, Oldenburg, Kreis Dithmarschen, Kreis Nordfriesland), der Tideelbe (Kreise Cuxhaven und Stade) sowie an der deutschen Ostseeküste (z. B. in der Probstei und auf Fehmarn) dem Küstenschutz. Für den Schutz bei Sturmflut ist die Konstruktion heute wegen des Windstaus an der Küste anders als entlang der Flüsse. Für den wirkungsvollen Katastrophenschutz bei gleichzeitig sparendem Ressourceneinsatz (sowohl finanziell, als auch umweltpolitisch) ist ein detailliertes Bemessungsverfahren durchzuführen. Dieses dient der Optimierung der Bauvorhaben im Hinblick auf Größe, Typ und Beschaffenheit des Bauwerks.

## Geschichte des Deichbaus

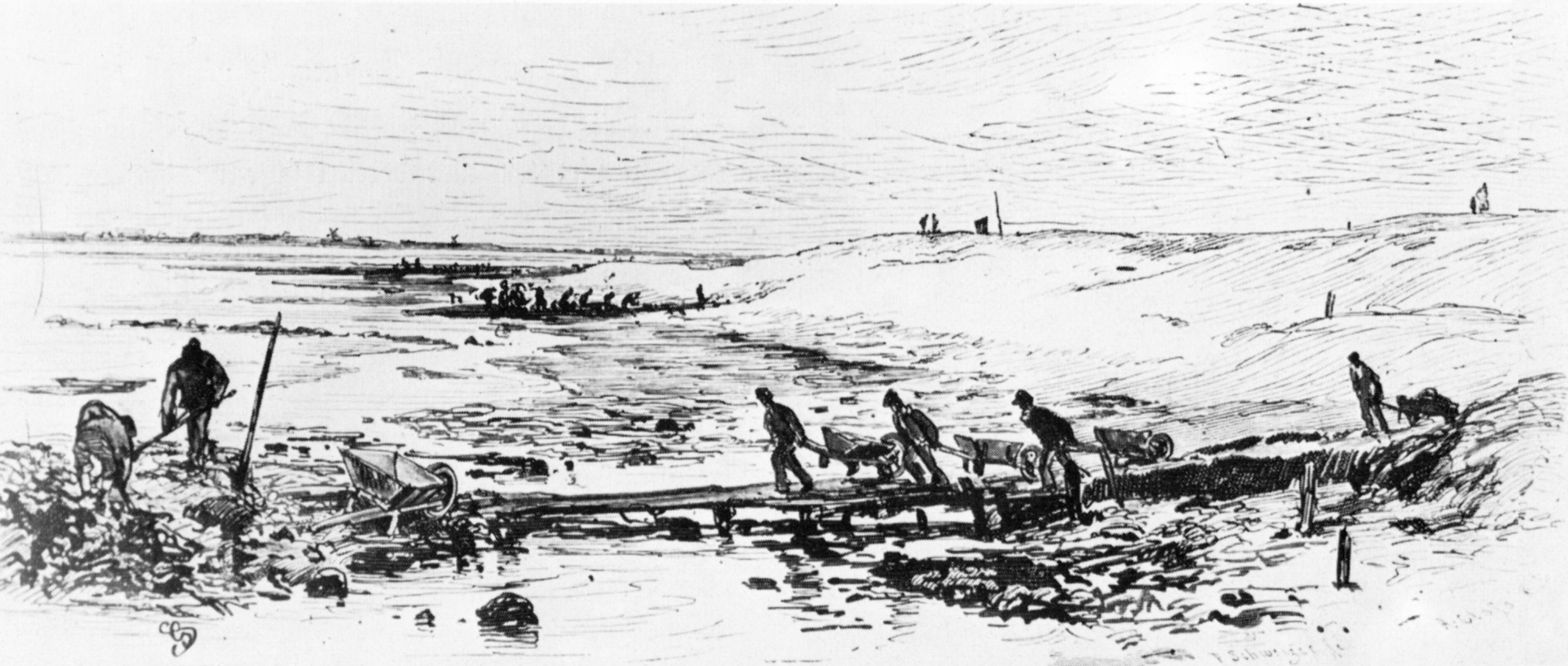
Deichbau in früher Zeit, Zeichnung von Gustav Schönleber um 1875

Erste Deiche sind aus dem mykenischen Griechenland nachgewiesen. In Nordeuropa kannten die Menschen bis zum Mittelalter keinen großflächigen Deichbau.

### Ringdeiche
Die erste Deichform waren Ringdeiche, die sich um eine Ackerfläche oder einen Weideplatz schlossen. Die ältesten Beispiele aus der römischen Eisenzeit sind in Westfriesland belegt worden. Diese frühen Deiche waren kaum höher als 1,20 Meter, aber im Profil den heutigen Deichen ähnlich. Sie dienten hauptsächlich dem Schutz landwirtschaftlicher Flächen vor gelegentlichen sommerlichen Sturmfluten, die ansonsten die Ackerböden in der ohnehin salzigen Marsch weiter verschlechtert hätten. In der Regel schützten diese niedrigen Deiche auch im Winter gegen die damaligen Sturmfluten, da diese vor dem Bau geschlossener Deichlinien wesentlich niedriger aufliefen. Die bedeichten Flächen konnten so aussüßen und ermöglichten einen verbesserten Ackerbau.
Ab dem 12. Jahrhundert wurden die einzelnen Ringdeiche nach und nach verbunden, bis sie zum Ende des 13. Jahrhunderts eine geschlossene Deichlinie bildeten. Diese erstreckte sich von Ostfriesland über Butjadingen, Dithmarschen und Nordfriesland, ebenso waren die Unterläufe der Flüsse von Dämmen eingefasst. Mit der durchgehenden Bedeichung wurde die Anlage von Sielen notwendig, die die Entwässerung der hinter den Deichen liegenden Gebiete sicherstellten.
Die geschlossene Deichlinie brachte jedoch nicht nur eine Verbesserung des Schutzes. Konnte sich die Flut vor dem Bau der geschlossenen Deichlinie großflächig über die Marschen verteilen, so staute sich das Hochwasser nun vor den Deichen und lief deutlich höher auf. Die noch niedrigen Deiche brachen häufiger und mussten aufwendig erneuert und erhöht werden. Brachen Deichabschnitte, so wurden weite Teile des dahinter liegenden Sietlandes überflutet. Da diese Landesteile häufig unterhalb des Meeresspiegels lagen, stellte es ein kaum zu lösendes Problem dar, die Gebiete wieder trockenzulegen.
Ringdeiche gab es in historischer Zeit auch weit ab vom Meer im Binnenland, wie z. B. um Grafenrheinfeld im brettflachen Tal des Mains südlich von Schweinfurt.

### Stackdeiche

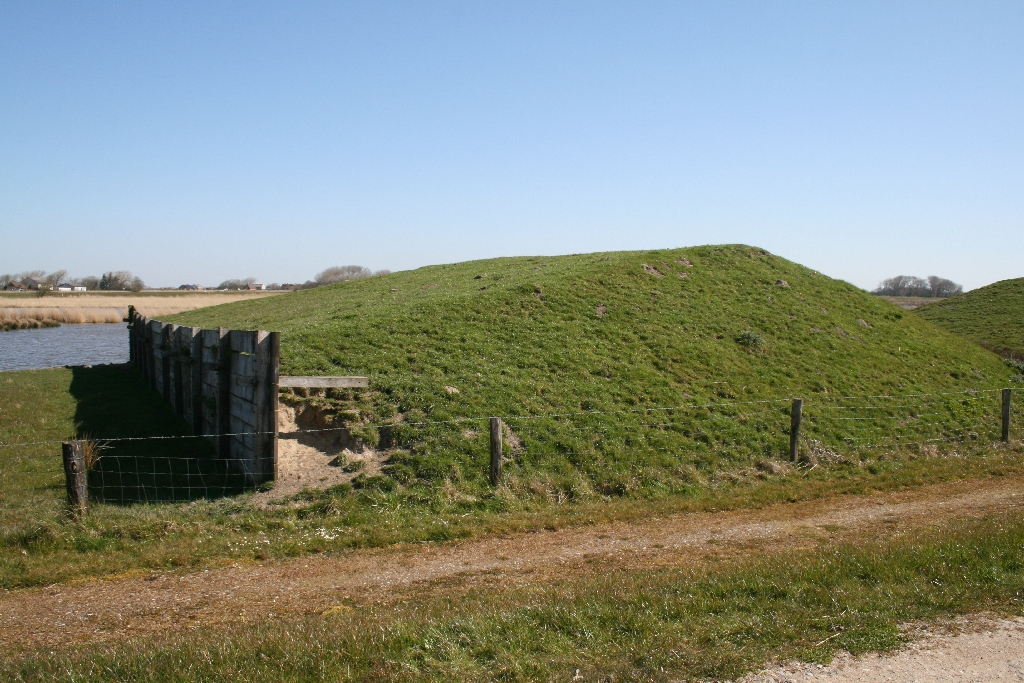
Stackdeich, wie er im 16. Jahrhundert dort gebaut wurde, wo kein Vorland mehr vorhanden war

Im Spätmittelalter setzte sich die Technik der Stackdeiche durch. Die ersten Stackdeiche entstanden um 1440 in Nordholland und verbreiteten sich von dort weiter nach Osten. Ab 1499 sind sie für Ostfriesland nachweisbar, ab 1590 im Land Wursten. Stackdeiche entstanden vor allem, weil die für den Bau der Deiche benötigte Erde immer knapper wurde, da beispielsweise Landverluste bei Sturmfluten eine Rückversetzung der Deichlinie notwendig machten. Man verzichtete daher auf die seeseitige Berme und ersetzte die dort notwendige Erde durch eine aus Hölzern gefertigte, senkrechte Wand, die sich oft mehrere Meter über das Watt erhob. Stackdeiche, in Ostfriesland auch Holzungen genannt, waren allerdings sowohl aufwändig im Bau, als auch teuer in der Pflege, da das Holz mangels Imprägnierung alle 30 bis 50 Jahre erneuert werden musste. Das ohnehin in der Marsch kaum vorkommende Holz musste von weither gekauft und geliefert werden. Zudem erwies sich, dass sie leichter unterspült werden konnten. Wenn die Wellen gegen den Stackdeich brandeten, spritzte das Wasser in die Höhe und prasselte auf den Deich nieder, so dass dieser schnell aufweichte.
Schon nach der Burchardiflut 1634 wechselte man an der deutschen und dänischen Küste wieder zu Deichen mit flacherem Profil. Als sich bei den Sturmfluten von 1717 und 1825 zeigte, dass die Deiche zu niedrig gewesen waren, wurden sie an die neue Fluthöhe angepasst. Bei der Hamburg-Sturmflut von 1962 erwies sich, dass sie vielerorts immer noch zu niedrig waren.
Das endgültige Ende der Stackdeiche kam mit dem Auftreten des von holländischen Segelschiffen aus Asien eingeschleppten Schiffsbohrwurms. Ab 1730 befiel diese wie ein Wurm aussehende Muschel die hölzernen Teile der Stackdeiche und zerfraß sie regelrecht. Ganze Deichlinien mussten ersetzt werden. Siele und Hafenanlagen, die auch aus Holz bestanden, litten ebenfalls unter dem Muschelbefall. Da es keine Mittel gegen den Schiffsbohrwurm gab, kehrte man noch im 18. Jahrhundert wieder auf die Bermedeichtechnik zurück. Die Kaimauern der Hafenanlagen und die Siele wurden nach und nach durch Steinmaterial ersetzt, das vielfach durch die Plünderung von Großsteingräbern gewonnen wurde.

### Deichdienstpflichten

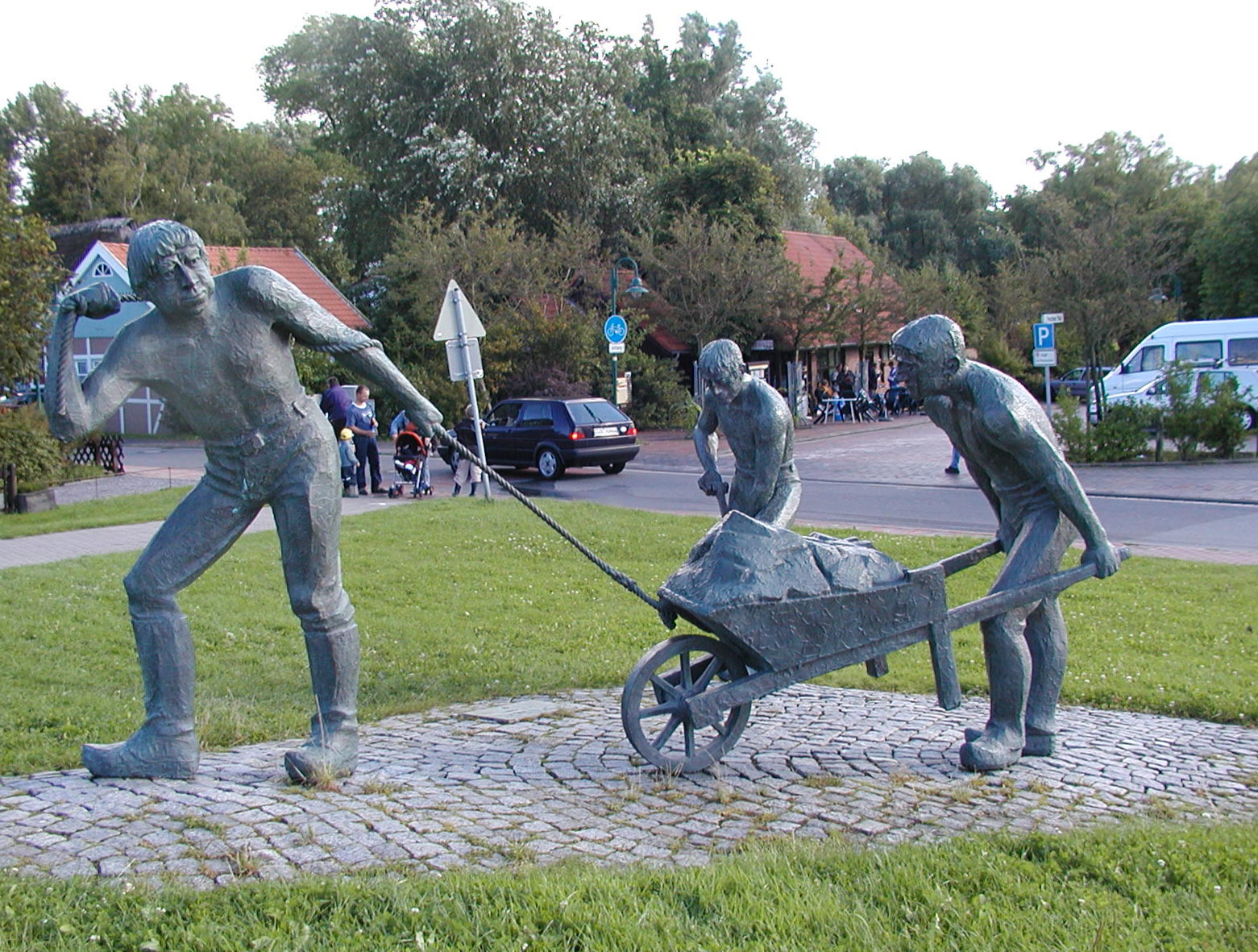
Deichbau-Denkmal am Elbdeich in Otterndorf: Keen nich will dieken, de mutt wieken („Wer nicht will eindeichen, der muss weichen“)

Die Deicherhaltung war bis ins 18. Jahrhundert alleinige Aufgabe derer, die hinter dem Deich Land besaßen. Das mittelalterliche Spadelandrecht teilte jedem sein Stück Deich und das dazugehörige Spadeland (Vorland, aus dem die Erde für den Deichbau entnommen wurde) zu. Auch für Holz und Bestickung mit der Deichnadel hatten die Anwohner aufzukommen. In besonders gefährdeten Gebieten oder wenn lange Deiche verhältnismäßig wenig oder wenig ertragreiches Land schützten, bedeuteten die Deichpflichten oft unerträgliche Belastungen für die Bauern. Als Zeichen, dass sie aufgaben, steckten sie – gemäß dem Spatenrecht – den Spaten in ihr Deichstück und verließen das Land. Wer sich das Land aneignen wollte, musste den Spaten herausziehen und damit demonstrieren, dass er bereit war, die Pflichten am Deich zu übernehmen. Streit um die Zuständigkeiten in der Deicherhaltung oder Neueindeichung war an der Tagesordnung, beispielsweise, wenn die Bewohner eines hinteren Kooges nicht bereit waren, am Schutz des neuen Kooges mitzuwirken.
Nach der Burchardiflut begann man in Nordfriesland, Deichbau und Entwässerung von kommerziellen Unternehmern leiten zu lassen, die mit Oktroy aus den Niederlanden nach Deutschland gelockt wurden. Die Überlebenden der Sturmflut, die die Wiedereindeichung nicht selbst leisten konnten, wurden enteignet.

#### Beispiele mittelalterlich-frühneuzeitlicher Verordnungen

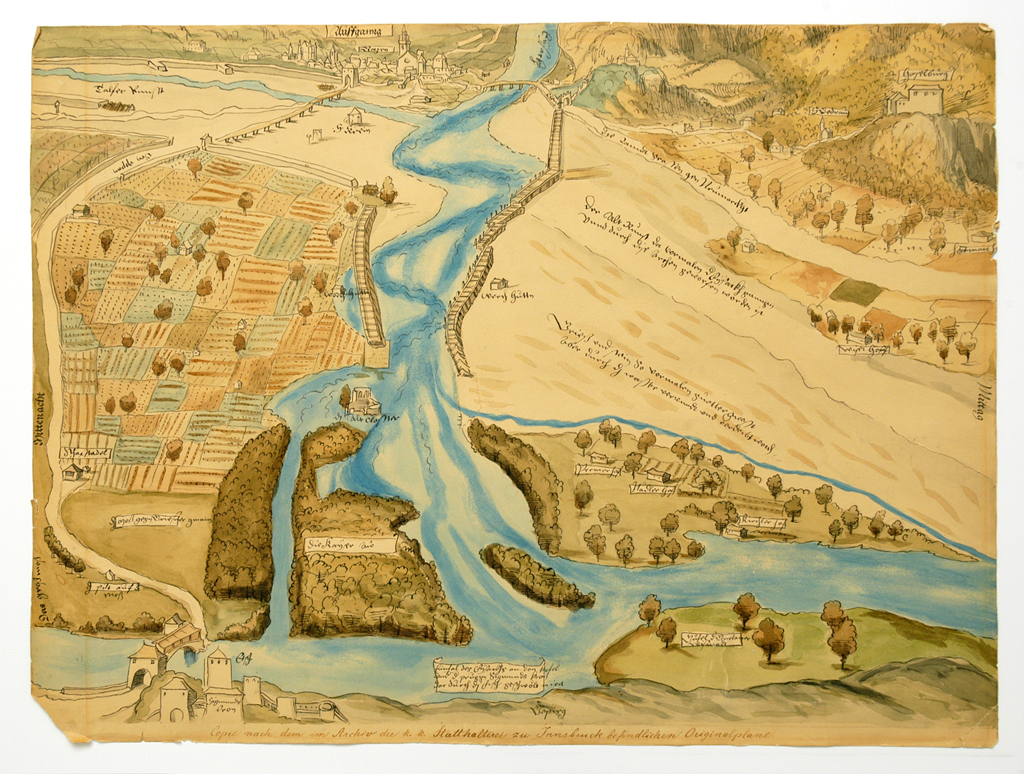
Dokumentation von Überschwemmungsschäden durch Flussdammbrüche in Bozen, 1541

Im Sachsenspiegel sind die Besitzverhältnisse bei Landverlust oder -gewinn festgelegt. Wer sich seinen Pflichten am Deich entzieht, verliert sein Erbe.
Im Stedinger Deichrecht von 1424 wurden säumige Deichhalter mit harten Strafen belegt: Wer zum Beispiel Bäume, die zum Schutz der Deiche gepflanzt waren, beschädigte, dem wurde die Hand abgeschlagen. Und wer seine Deichstrecke in schlechtem Zustand hielt und damit das Verderben über das Land einbrach, der wurde lebendig samt Holz und Steinen seines Hauses darin begraben. Wer mutwillig oder in boshafter Weise den Deich beschädigte, der wurde verbrannt. Wer seinen Pflichten zum Unterhalt der Deiche nicht nachkommen konnte oder wollte, der musste nach dem Spatenrecht sein Land aufgeben.
In der Bremischen Deichordnung von 1473 heißt es:
Jeder Besitzer eines Grundstücks hinter dem Deich ist dienstpflichtig und hat durch Hand- wie Spanndienste sowie Geldbeiträge an den Deichen mitzuarbeiten.
Jeder, der am Deich arbeitet, muss sich eines ehrbaren Wandels befleißigen. Es darf niemand, solange am Deich gearbeitet wird, fluchen oder lästerliche Reden führen. Den Deichpflichten kann sich niemand entziehen.
Mit einer Wasserschutzverordnung ließ König Maximilian I. im Jahr 1497 eine eigene Wassersteuer im Landgericht von Bozen erheben, um die von Überschwemmungen beschädigten Schutzbauten an den örtlichen Flussläufen („wasserpaw“) erneuern zu lassen.

#### Deichverbände
Mussten Deiche früher noch von den Bewohnern der Küstengebiete selbst gebaut werden, so gehört der Küstenschutz in den industrialisierten Ländern seit der Industrialisierung zu den Staatsaufgaben. Der Staat (Bund und Länder) ist für den Neubau und ggf. Ausbau (besonders Deicherhöhungen) zuständig. Die Unterhaltung der Deiche obliegt den Deichverbänden. Deichpflichtig sind alle Grundeigentümer, deren Grund und Boden so tief liegt, dass es durch Deiche vor Überschwemmungen geschützt werden muss. Durch Deichbau und Eindeichungen von Neuland entstand die heutige Form der Küste an der Nordsee. Versinnbildlicht wird dies in dem Ausspruch Deus mare, Friso litora fecit („Gott schuf das Meer, der Friese die Küsten“).
Während Sommerdeiche noch vor 40 Jahren zur Normalität gehörten, sind sie heute zumeist nur noch im Bereich der zweiten Deichlinie zu erkennen. Eine Ausnahme hiervon bilden heute lediglich die Halligen im nordfriesischen Wattenmeer. Sie werden heute nicht mehr errichtet, da häufig das Vorland an Winterdeichen als schützende Flachwasserzone dem Naturschutz vorbehalten ist und dieses das Hinterland in ausreichendem Maße vor Sturmfluten schützt. Sie werden heute entweder als Weidefläche oder als Naturschutzgebiet genutzt. Außerdem wird die Strömung durch den Vorlandbewuchs soweit abgebremst, dass die wasserseitige Deichböschung nicht zwingend mit Schüttsteinen gesichert werden muss, sondern ein starker Grasbewuchs ausreicht, um Ausspülungen zu verhindern. Winterdeiche, die früher oftmals hinter den Sommerdeichen gebaut wurden, schützten damals das besiedelte Land.
Das Bürgerliche Gesetzbuch (BGB) hat das Deichrecht dem jeweiligen Landesrecht zur Regelung überlassen (Art. 66 EG zum BGB).

### Deichbau heute

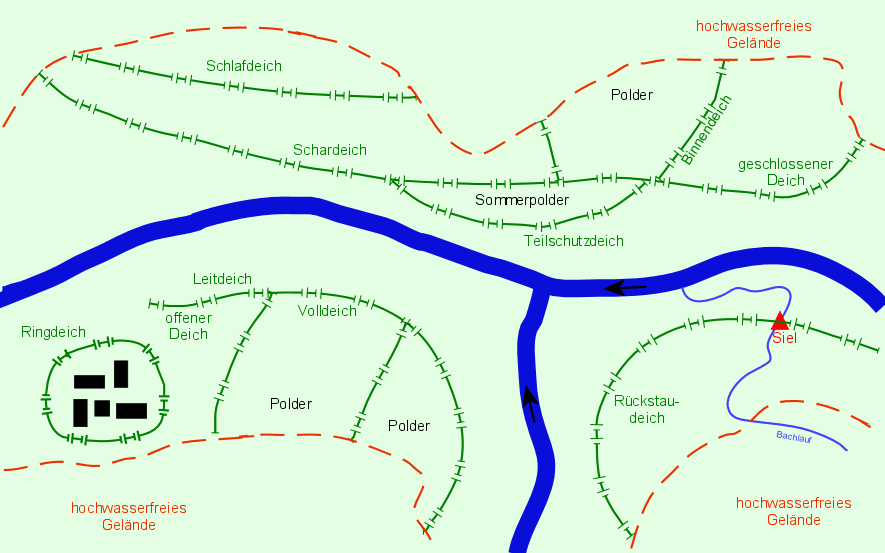
Deichsystem

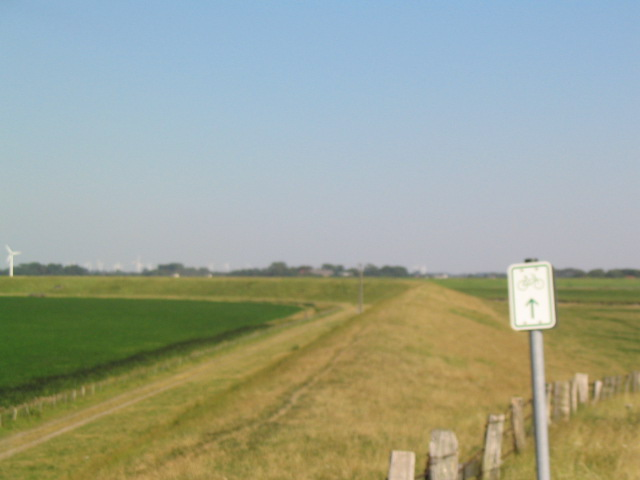
Schlafdeich an der Gemeindegrenze Westerdeichstrich, Dithmarschen

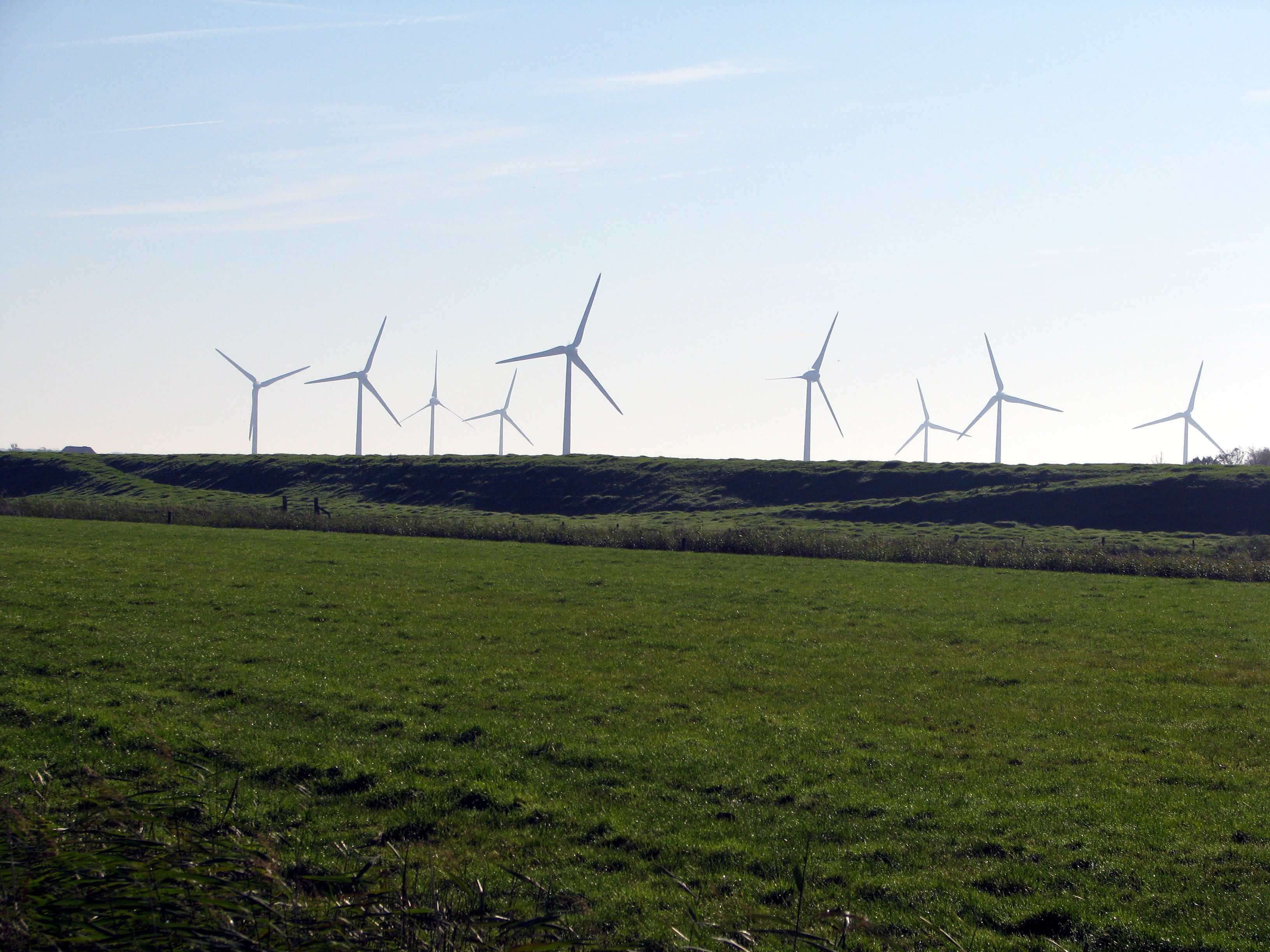
Doppelseitiger Akt zur Querung des Deiches zwischen dem Ockholmer und Louisenkoog.

Deichbauten an den Küsten sind mittlerweile ausgeklügelte Systeme, die nicht nur aus dem Hauptdeich bestehen. So kann bereits vor dem Deich ein Deichvorland die auflaufenden Wellen brechen und die Geschwindigkeit des anströmenden Wassers vermindern. Unterstützend wirken hier vorgelagerte Sommerdeiche. Dennoch kommt dem dahinterliegenden Hauptdeich die größte Bedeutung zu. Mitunter vorhandene nachgelagerte Deiche, es wird diesbezüglich entsprechend der Anordnung von der zweiten, dritten, … Deichlinie gesprochen, bilden einen Risikopuffer bei Überflutungen in Folge von Deichbrüchen bei Sturmfluten oder gezielten Überflutungen bei extremen Hochwasserereignissen an Flüssen. In diesem Zusammenhang wird oft von sogenannten Schlafdeichen gesprochen.
In seinem Aufbau ist der Deich heute ein in seinem Querprofil an der Küste zumeist asymmetrischer Baukörper. Neu angelegte Deiche bestehen meist aus einem Sandkern, der von einer ein bis zwei Meter dicken Schicht aus bindigem Material (Kleiboden) bedeckt wird. Nachträglich erhöhte Deiche haben eine größere Dicke der Kleischicht, da aus Gründen der Bodenmechanik nicht mit Sand nachgebaut werden kann. Die Oberfläche wird zur Vermeidung von Erosion durch Wind und Wasser und zur Erhöhung der Stabilität mit Gras bepflanzt. Um die Grasnarbe kurz und dicht zu halten und um den Boden zu verdichten, werden Deiche von Schafen beweidet, was eine Befahrung durch Mähmaschinen vermeidet. Stark von Wellenschlag gefährdete Deichstrecken, meist Schardeiche, die dem Wasser ohne schützendes Vorland ausgesetzt sind, haben eine Asphaltdecke, wie zum Beispiel am Eidersperrwerk.
Die Deichhöhe und -breite ist von der jeweiligen Landschaft und Flutgefahr abhängig. Die Flussdeiche an der Unterelbe haben in bestimmten Abschnitten z. B. eine Höhe von 8 bis 9 m, mancherorts sind die Seedeiche noch höher und teilweise über 100 m breit.
Die Landseite des Deiches muss einen Deichwehrweg (Deichverteidigungsweg) besitzen, über den zum Beispiel Sandsäcke herantransportiert werden können. Dessen Befestigung verbessert die Widerstandsfähigkeit beim Überspülen. Im Hinterland und an der Binnenseite von Kögen folgt häufig eine zweite Deichlinie, die meist aus Altdeichen, wie früheren Sommerdeichen und Schlafdeichen besteht. Bei letzteren handelt es sich um die historischen Deiche der ehemaligen Küstenlinie. Nachdem die Küstenlinie durch Landgewinnung seewärts verlegt worden war, ließ man sie in aller Regel stehen, um bei einem Deichbruch die Überflutungsschäden möglichst klein zu halten. Die Flächen zwischen erster und zweiter Deichlinie sind meist dünn besiedelt, weil die alten Ortskerne hinter den Altdeichen liegen. An Flüssen werden Außendeichsbereiche mit Sommerdeichen angelegt, um als eventuell überflutetes Ausgleichsbecken den Wasserstand bei starkem Schmelzwasserabfluss zu senken. Im Außendeichsbereich bricht der Bewuchs des Graslandes und im Polderland der Bewuchs der Ackerflächen die Wellen des Wassers.
- Die Befestigung von neuen Deichstrecken mit Stroh wird als Bestickung bezeichnet.
- Ein Aufgang oder eine Auffahrt zum Deich wird Akt genannt.
- Ein verschließbarer Durchlass für einen Verkehrsweg wird Stöpe oder Schart genannt.

Bei der Landgewinnung wird Landanwachs zu Kögen eingedeicht. Der Seedeich muss zur regelmäßigen Entwässerung mit einem Siel ausgestattet sein.
Starke Gefährdung der Stabilität des Baukörpers, insbesondere bei Flussdeichen, ist mancherorts die Unterminierung der Anlagen durch die Wühltätigkeit von Bisamratten. Für die Reparatur- und Instandhaltungsarbeiten entstehen dem Tief- und Wasserbau hohe Kosten. Die Bisamratte ist daher ganzjährig jagdbar.
In Deutschland findet die DIN 19712 „Flussdeiche“ für den Deichneubau Anwendung.

Deichquerschnitt moderner Flussdeiche und Begriffe
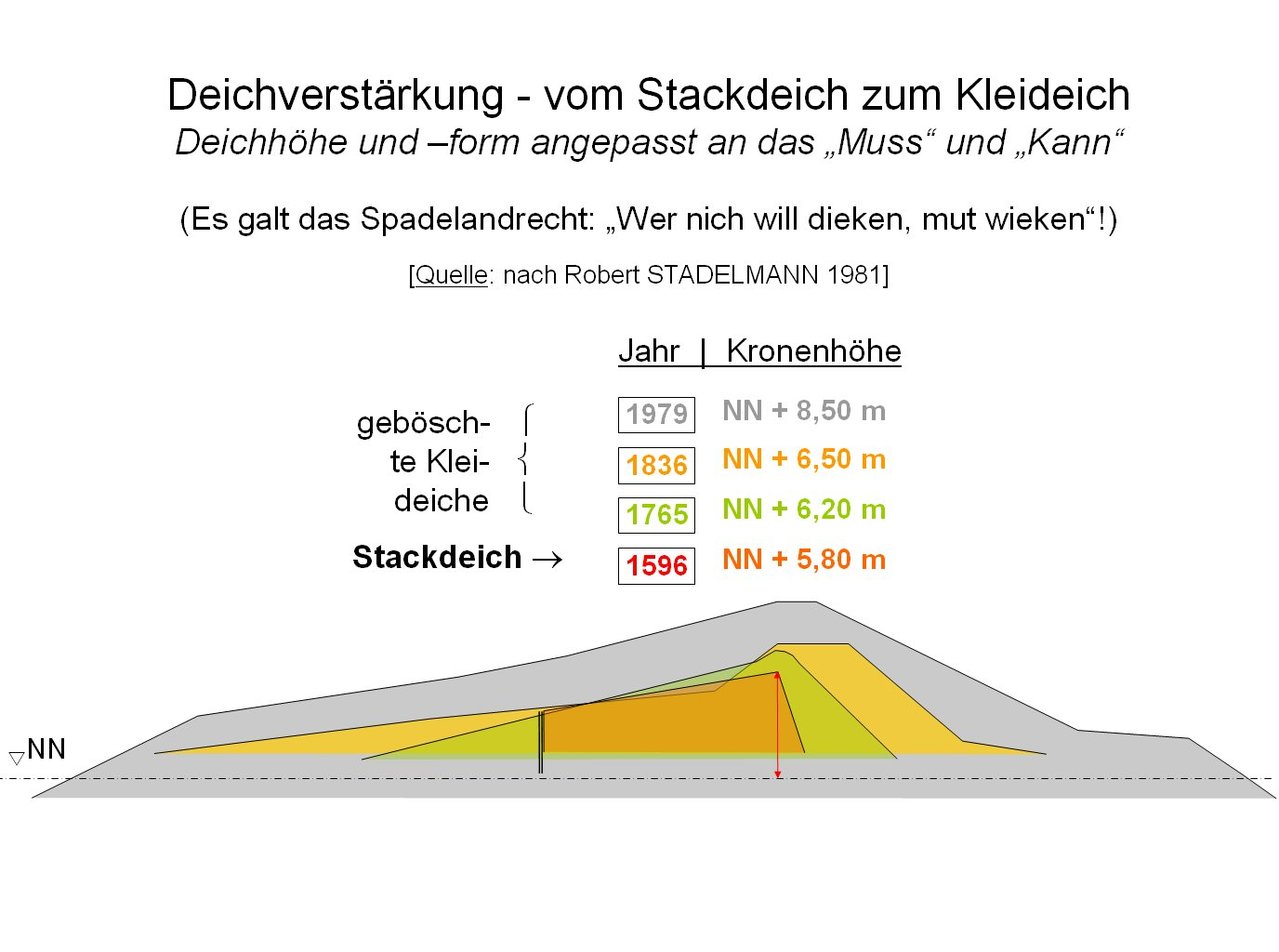
Querschnitt: Entwicklung vom Stackdeich zum Kleideich
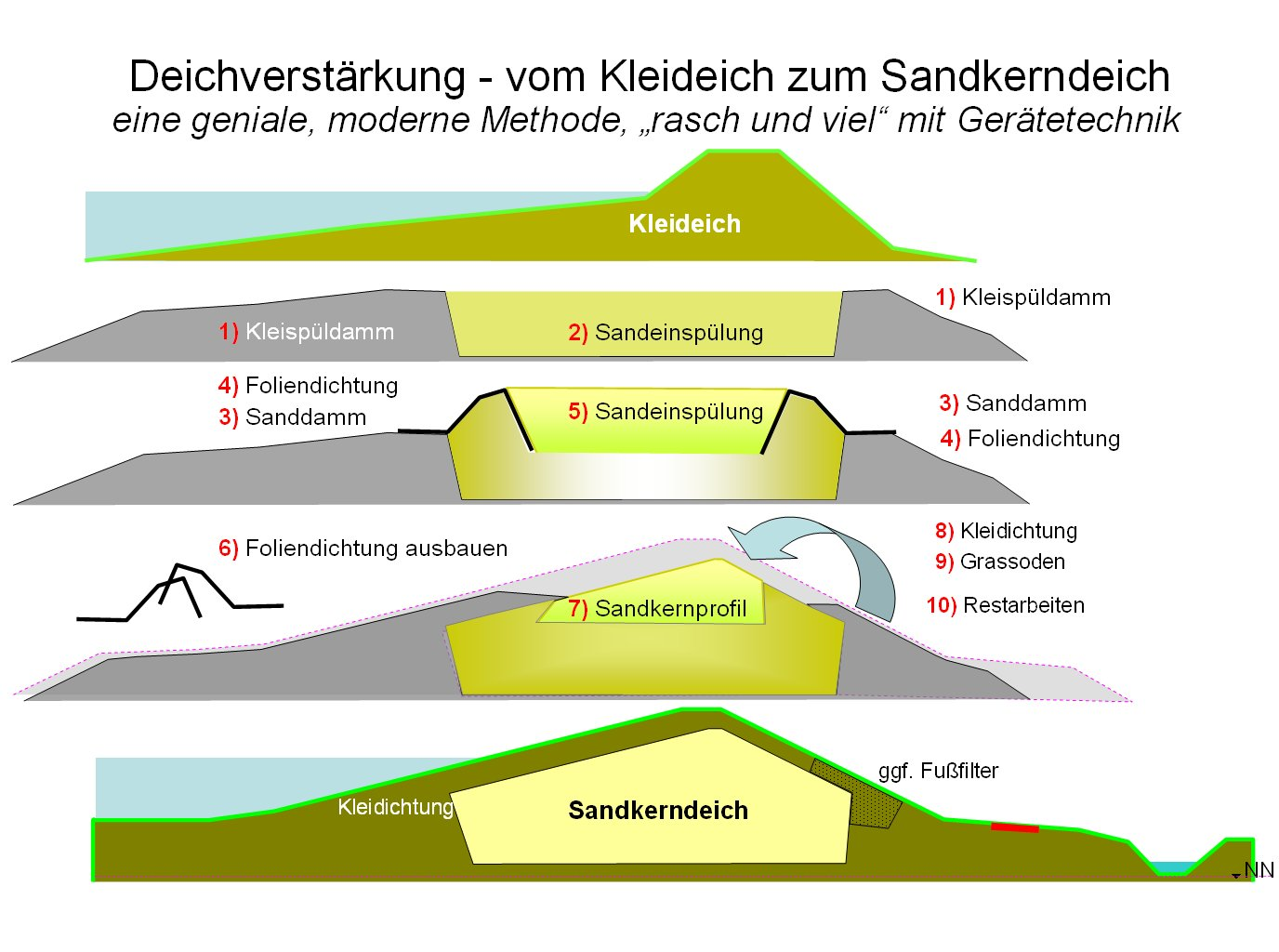
Querschnitte: Umbau vom Kleideich zum Sandkerndeich
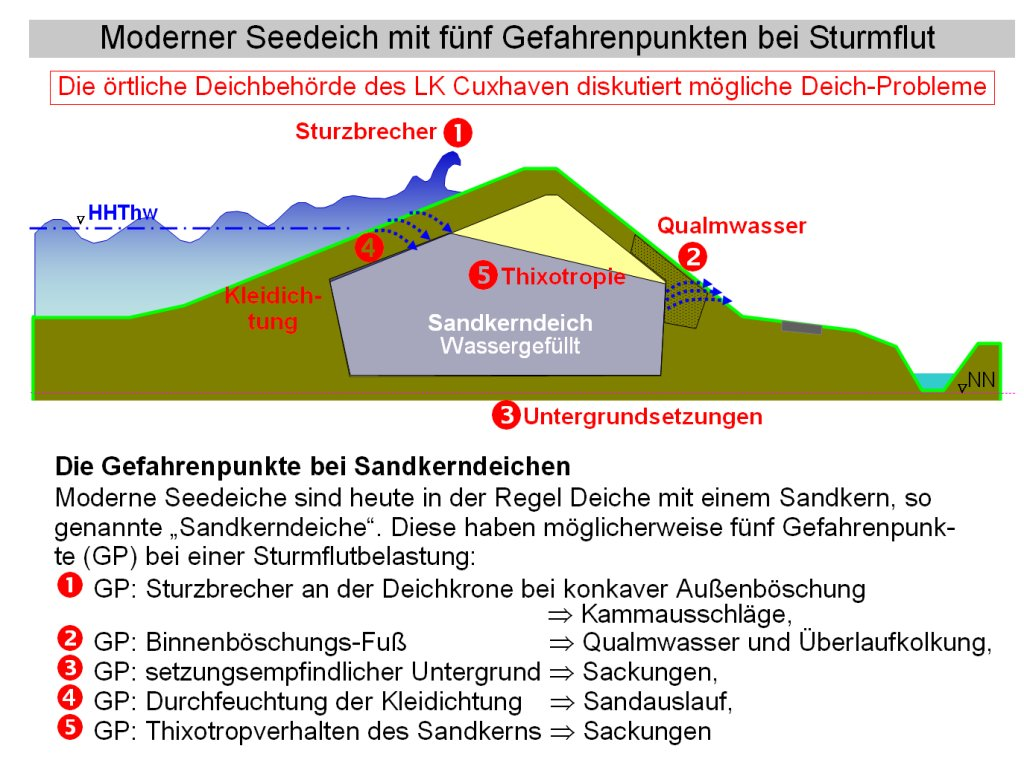
Querschnitt: Gefahrenpunkte des modernen Sandkerndeichs
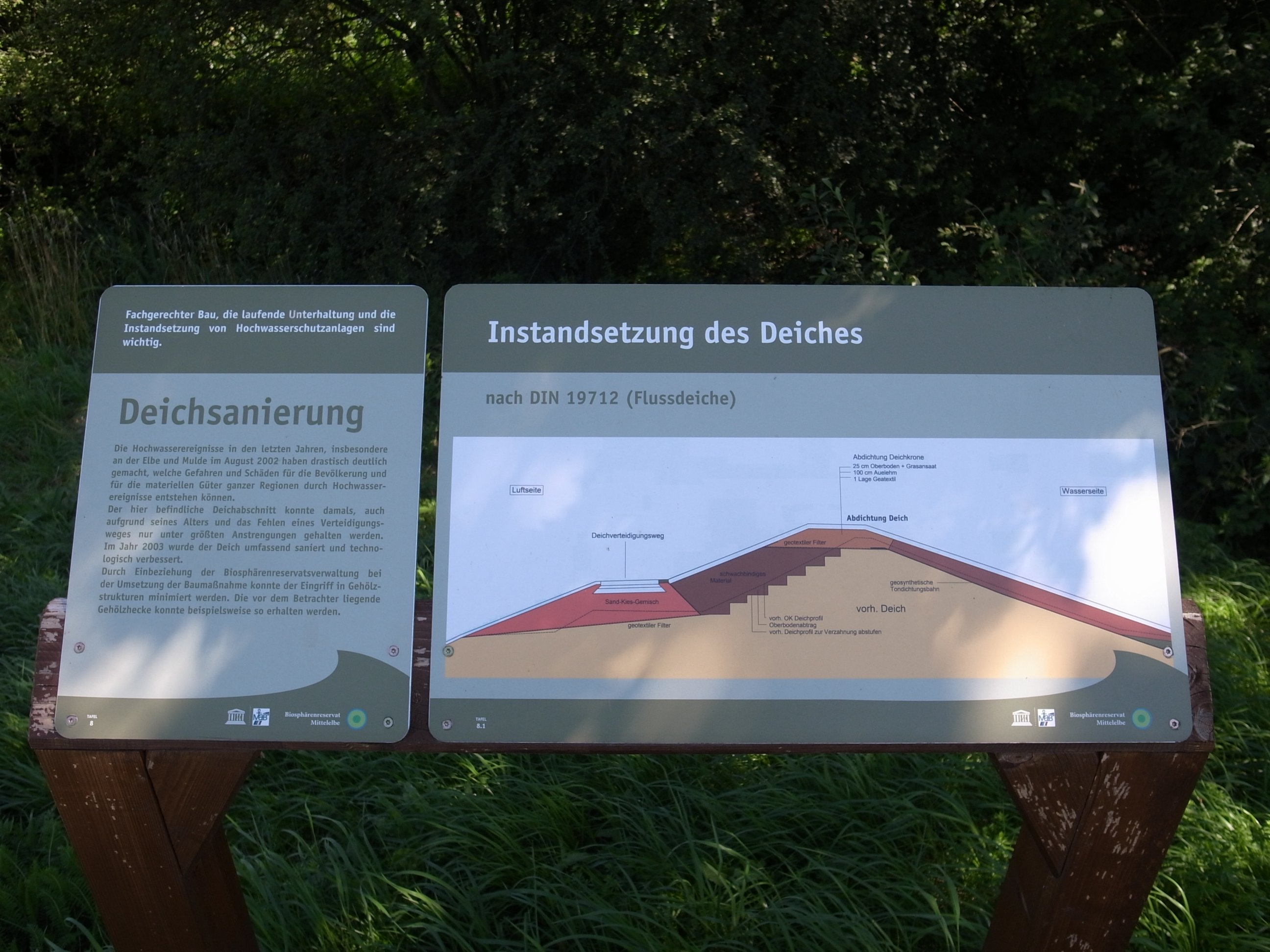
Infotafel DIN 19712
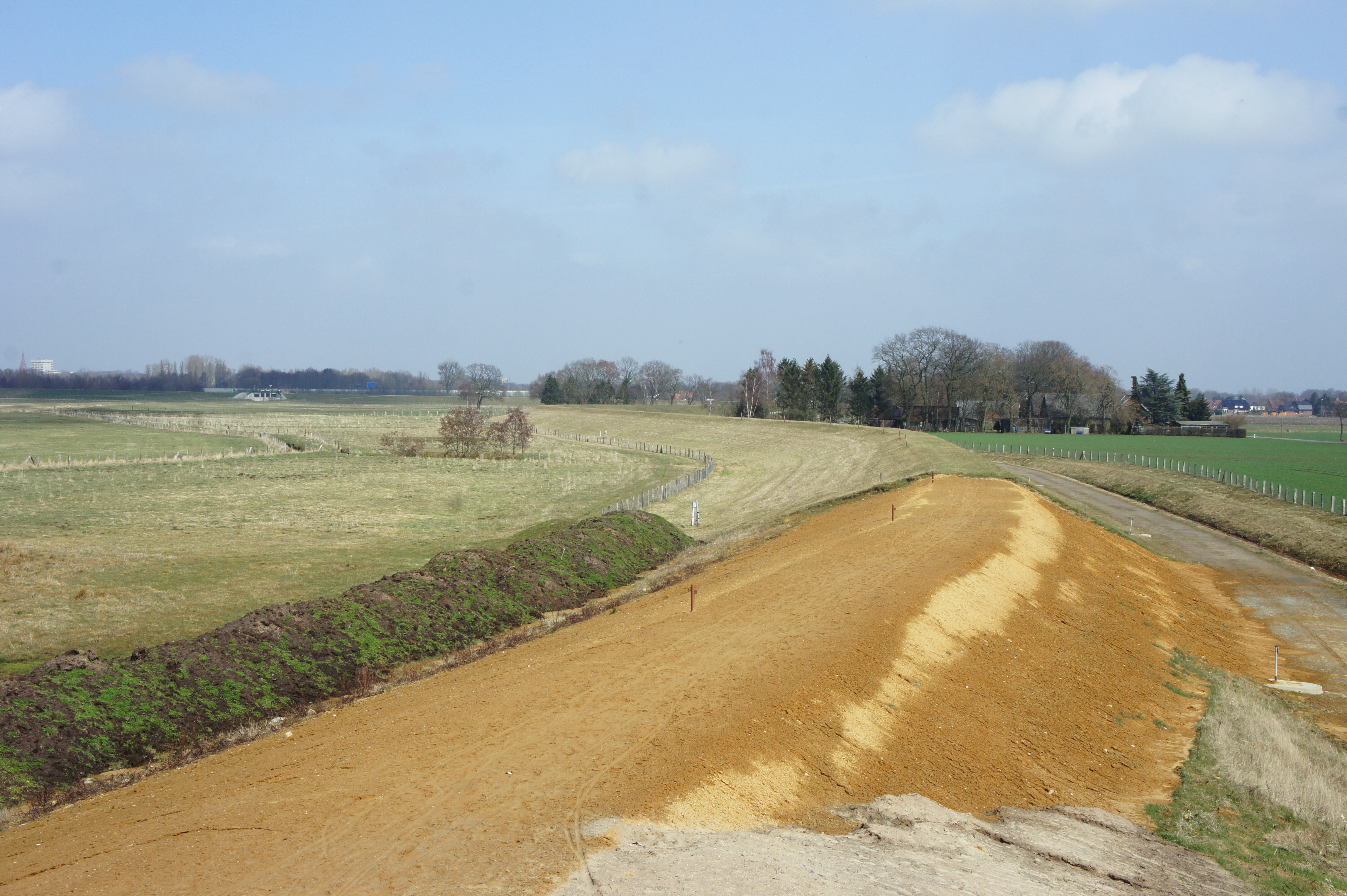
Moderner Deichbau an einem Hochwasser-Rückhaltebecken

## Deichrückbau bei Renaturierung

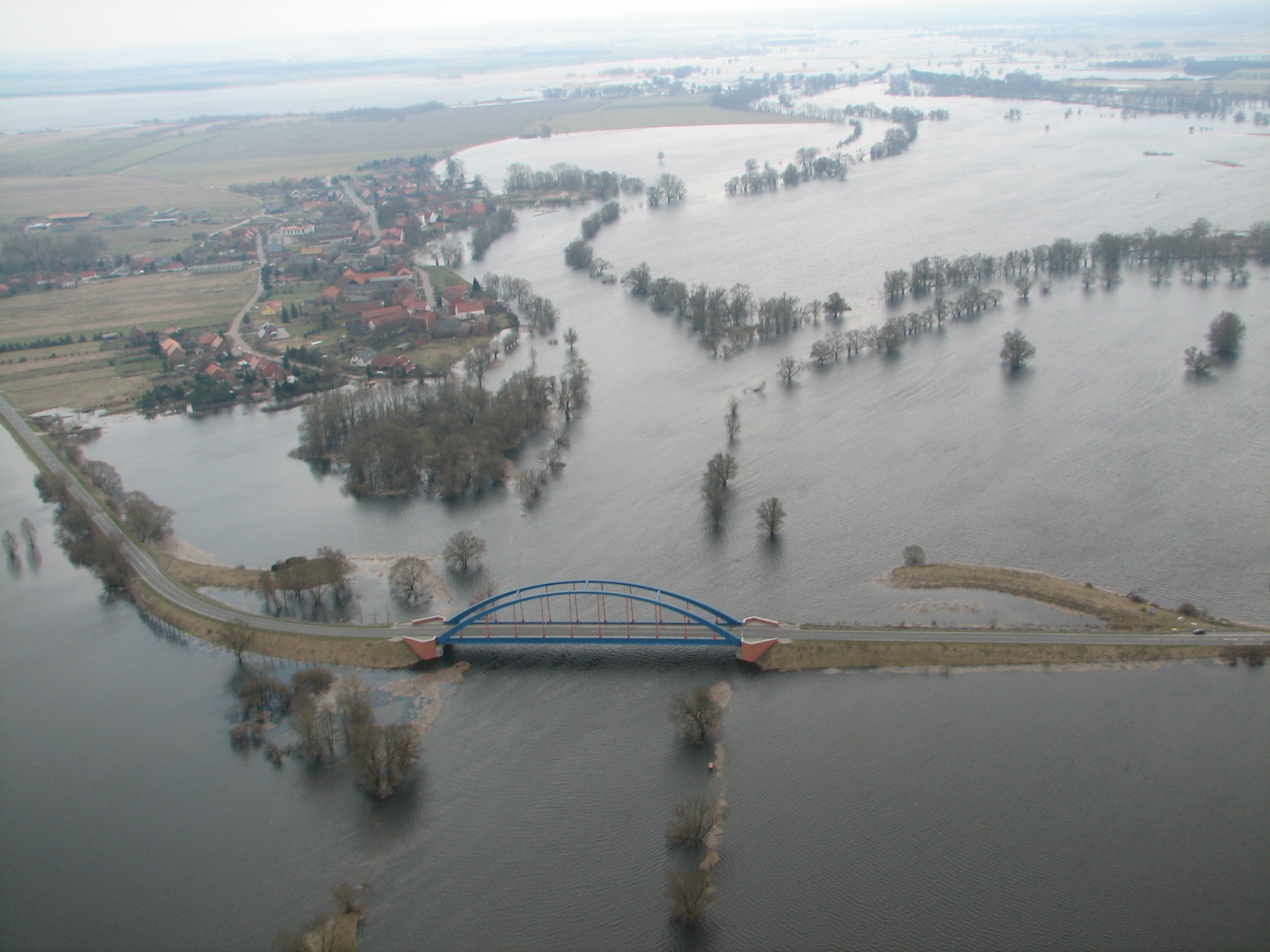
Hochwasser der Havel bei Strodehne (2006) – Foto: Ingo Henseke

Gelegentlich gibt es die Alternative des Rückbaus, zum Beispiel wenn ein Deich voraussichtlich einer zu hohen Belastung durch Wasserdruck im Falle von Hochwasser ausgesetzt wäre. Gerade in potenziellen Überschwemmungsgebieten gewinnt die Schaffung von Retentionsflächen zunehmend an Bedeutung.
Wegen der globalen Erwärmung und dem Meeresspiegelanstieg (beide seit mindestens 1850) werden mancherorts neue Deiche weiter landeinwärts gebaut und die alten Deiche rückgebaut.
Dadurch entstehen überflutbare Auen, was die Regeneration der dazugehörigen Lebensräumen ermöglicht. Durch die Erneuerung der Verbindung zwischen dem Hauptfließgewässer und den Flutrinnen und Auengewässern, die durch einen Deiche abgetrennt wurden, soll ein ganzjähriger Anschluss an den Hauptstrom ermöglicht werden. Diese Revitalisierungsmaßnahme leistet nach Angaben des Naturschutzbundes Deutschland (NaBu) einen wichtigen Beitrag für Artenvielfalt sowie Klimaschutz und wirkt als präventive Schutzmaßnahme bei Hochwasser.

### Deichrückbau bei der Flussrenaturierung der Havel
Das Bundesamt für Naturschutz förderte das größte Flussrückbauprojekt Europas im Landkreis Havelland 2020 mit 1,8 Millionen Euro. Durch den Rückbau mehrerer Deiche erhielt die Havel wieder mehr Raum. Ziel der Renaturierungsmaßnahme ist es, dem Havelwasser künftig bei Überflutung wieder die Möglichkeit zu geben in die Flussaue zu fließen, wo es versickern kann. Das Bundesprogramm zur Renaturierung von Fließgewässern und Auen Blaues Band Deutschland basiert auf einer Kooperation zwischen von Bundesumwelt- und Bundesverkehrsministerium.

### Deichschlitzung mit Deichrückverlegung an der Elbe

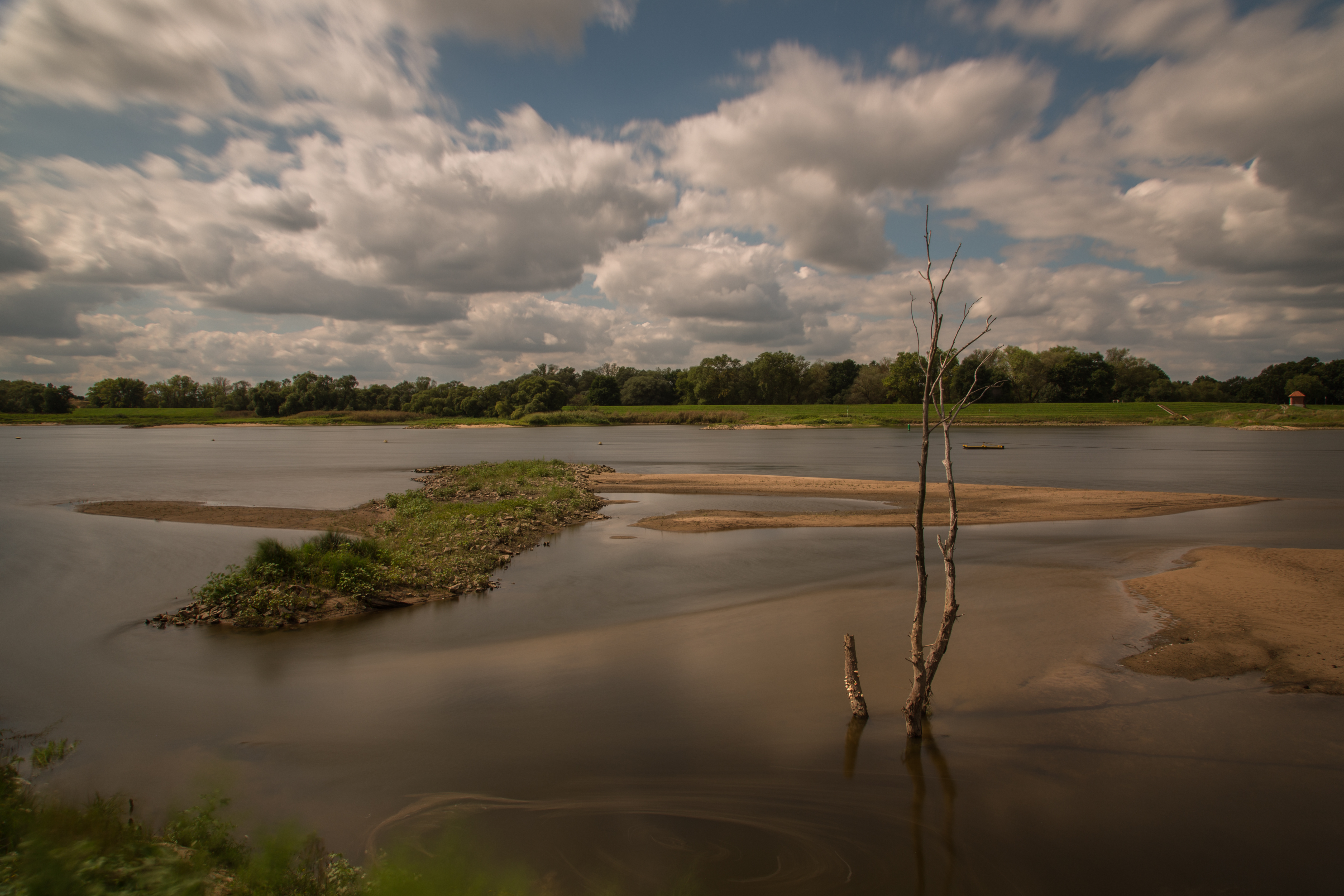
Die Elbe bei Sandau

Im Landkreis Stendal wurde nach dem Hochwasser 2013 festgestellt, dass eine ausreichende Prävention nicht allein durch die Sanierung von Deichen auf vorhandenen Trassen dauerhaft realisiert werden kann. Ergänzend zu technischen Hochwasserschutzmaßnahmen wie dem Deichbau soll daher den Flüssen mehr Überflutungsflächen gegeben werden.
An der Elbe bei Sandau entstand eine ca. 184 Hektar große, neue Überschwemmungsfläche. Dazu wurde der alte beim Hochwasser im Juni 2013 beschädigte Deich mit einer Deichschlitzung geöffnet. Ein neuer Ersatzdeich wurde 6 Kilometer weiter vom Fluss entfernt gebaut, bevor mit dem Rückbau begonnen wurde. Die Elbe kann seitdem bei Hochwasser deutlich größere Gebiete fluten, ohne dabei Schäden zu verursachen. Es handelt sich hierbei um einen Teil-Rückbau; durch das Aufschlitzen des Alt-Deiches kann das Hochwasser ins Vorland abfließen. Die Deichrückverlegung wirkt sich auch günstig auf den lokalen Wasserhaushalt bei Hoch- und bei Niedrigwasser aus und durch die Wiederanbindung ursprünglicher Auen entstanden naturnahe Flusslandschaften, die auch die Folgen von anhaltendem Niedrigwasser abmildern.

## Deichschäden und -versagen

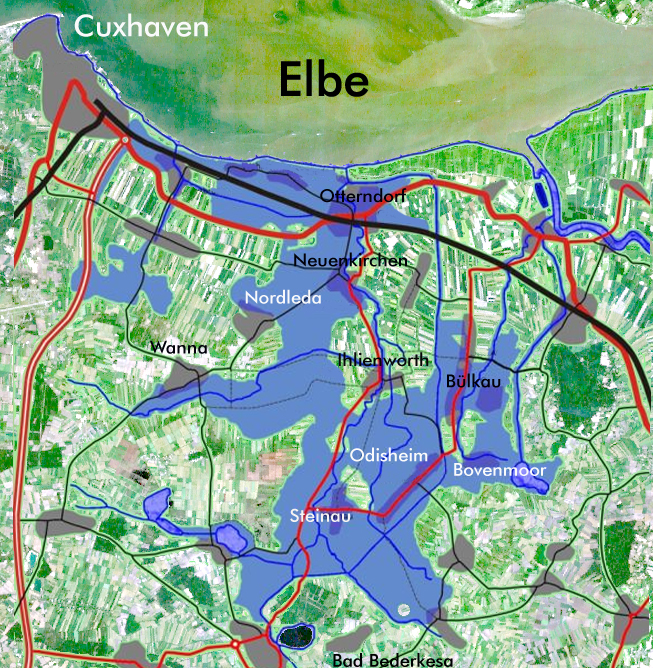
Gebiet am Glameyer-Stack, Otterndorf, an der Elbmündung: vermutlich betroffene Fläche bei einem Deichbruch während einer „kleinen“ Sturmflut mit 4,5 m Höhe

### Schwächende Einflüsse
Fluss- und Seedeiche bieten nur Sicherheit vor Hochwasser, wenn alle Schichten und Bestandteile des Bauwerks unbeschädigt sind. Selbst kleinere, auf den ersten Blick unbedeutende Schäden können sich im Fall eines Hochwassers ausweiten und der Ausgangspunkt für ein Versagen des Deiches sein.
Ein großes Problem an Seedeichen sind bei Sturmfluten angespülte Pflanzenreste und Müll, Teek, der für die Grasnarbe des Deiches schädlich ist. Unter einer Teekdecke erstickt das Gras und wird durch krautigen Bewuchs ersetzt. Außerdem können tierische Schädlinge, vor allem Mäuse, im lockeren Schwemmgut Unterschlupf finden. An Flussdeichen sind wühlende Kleintiere ebenfalls eine Gefahr, insbesondere wenn diese Gänge in den Deichkörper graben. Diese Hohlräume, die bis tief in den Kern reichen können, begünstigen bei einer Hochwasserbelastung starke Sickerströmungen und innere Erosion.
Großbewuchs auf Deichen kann an den Wurzeln innere Erosion begünstigen. Noch problematischer ist das Entwurzeln von Bäumen durch Wind, welches einen Krater als Versagenstelle hinterlässt. Es sollten folglich keine Bäume auf und unmittelbar neben Deichen vorhanden sein.
Um Schäden oder Schwächungen frühzeitig zu erkennen, führen Deichverbände regelmäßig Begehungen durch und inspizieren im Rahmen einer Deichschau alle für die Funktion wichtigen Bestandteile.

### Durchströmung

Typischer Sickerlinienverlauf in einem homogenen, symmetrischen Deichkörper

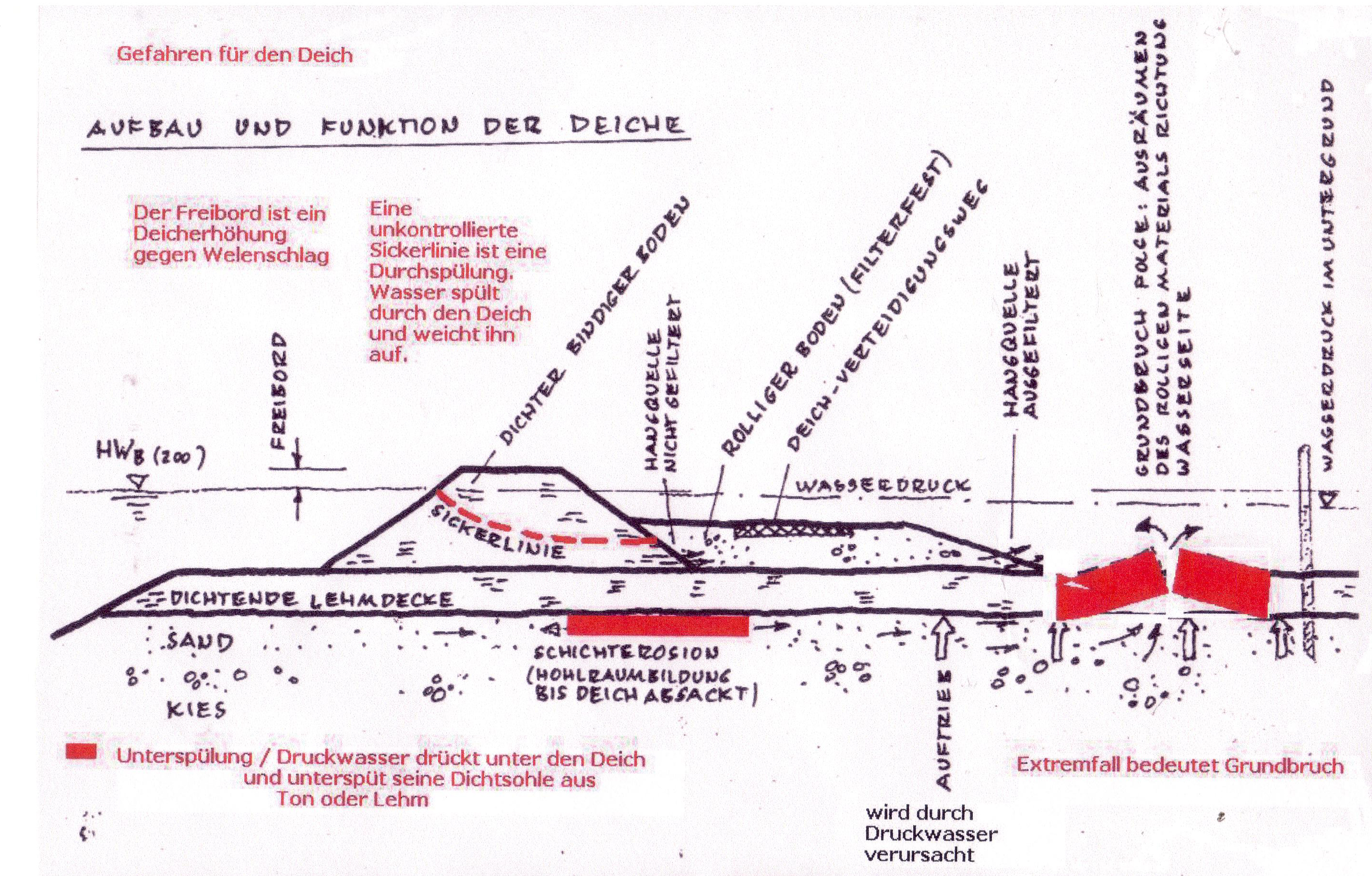
Schema der verschiedenen Prozesse in einem auf der linken Seite eingestauten Deich

Bei Hochwasser wird der Deich durch das hoch anstehende Wasser belastet. Der Grundwasserspiegel im Hinterland liegt deutlich tiefer als der Fluss- oder Meeresspiegel. Es besteht ein Wasserdruckunterschied zwischen Luft- und Wasserseite des Deichs. Im Deichkörper erfolgt die Angleichung zwischen beiden Drücken. Da die Deichbaumaterialien (besonders Sand, aber auch Klei und Ton) technisch gesehen nicht vollkommen dicht sein können, kommt es immer zu einer landeinwärts gerichteten Wasserströmung durch den Deich. Mit Hilfe der vergleichsweise dichten, bindigen Materialien wird diese Strömung aber so sehr verlangsamt, dass im Regelfall keine Schäden entstehen. Die Grenze zwischen durchströmtem und nicht durchströmtem Deichmaterial wird als Sickerlinie bezeichnet und stellt sich meist in Form einer leicht geschwungenen Linie zwischen dem Hochwasser- und dem Grundwasserspiegel ein. Durch eine Deichfußdrainage kann sichergestellt werden, dass die Sickerlinie nicht in der Deichrückseite endet, was dort einen Wasseraustritt bedeuten würde. Das Sickerwasser wird stattdessen durch die Drainage sicher abgeleitet und Erosion durch einen Filteraufbau verhindert.

### Versagensmechanismen
Die immer vorhandene Strömung von Wasser im Deich und im Untergrund kann im Zusammenspiel mit schadhaften Stellen oder mangelhafter Planung zu einem Deichbruch führen. Es gibt mehrere Mechanismen, die zum Teil gemeinsam wirken und ein Deichversagen verursachen.

#### Innere Erosion und Böschungsbruch
Bei innerer Erosion führt die Wasserströmung im Deich dazu, dass kleinste Bodenkörner gelöst und mit dem Wasser abtransportiert werden. Es entstehen immer größer werdende Hohlräume, die den Deich weiter schwächen. Sichtbar wird diese Erosion durch abbrechende Teile der luftseitigen Böschung. Die Gefahr eines Deichbruchs durch innere Erosion besteht nicht nur, wenn das Hochwasser seinen Scheitel erreicht hat, sondern besonders bei einem schnell fallenden Wasserspiegel. Das im Deich befindliche Wasser strömt dann zu beiden Seiten aus dem Deich heraus und Böschungsbrüche können sowohl auf der Luft-, als auch auf der Wasserseite auftreten. Gänge von Wühltieren begünstigen die innere Erosion stark.

#### Hydraulischer Grundbruch und Piping
Aufgrund des hohen Wasserdruckunterschieds zwischen den beiden Seiten des Deichs strömt Wasser in grundwasserleitenden Schichten unterhalb des Deichs. Abdichtende Auelehmschichten im Hinterland können durch den Wasserdruck angehoben werden und plötzlich aufbrechen oder -reißen, was als hydraulischer Grundbruch bezeichnet wird. Das austretende Wasser (Qualmwasser genannt) erodiert meist feine Bodenkörner, die um die Aufbruchstellen herum zu Trichtern aufgeschwemmt werden. Von der Aufbruchstelle aus schreitet die Erosion rückwärts durch den Boden in Richtung der Wasserseite des Deichs („rückschreitende Erosion“). Dabei bilden sich röhrenförmige Hohlräume, weshalb dieser Mechanismus auch Piping (vom englischen Wort pipe für Röhre, Rohrleitung) genannt wird.

#### Erosion der Böschungsoberflächen
Durch Wellen überströmendes Wasser kann die Luftseite des Deichs erodieren, wenn kein intaktes Deckwerk aus Gras vorhanden ist. Wellenschlag, Geschiebe und Eisschollen auf der wasserseitigen Böschung können ebenfalls zu einem Abtrag von Deichmaterial führen. Das über- oder durchströmende Wasser kann Auskolkungen zurücklassen, die mitunter als Brack erhalten bleiben.

#### Deichverteidigung
Zur Abwehr eines drohenden Deichbruchs müssen umgehend Notfallmaßnahmen ergriffen werden. Die Deiche müssen leicht zugänglich sein, damit Einsatzkräfte problemlos zu einer Einsatzstelle auf dem Deich gelangen können.

### Analyse der Deichqualität
Hierfür werden regelmäßige Begehungen im Rahmen einer Deichschau durchgeführt.
Zur Zustandsanalyse werden außer der Deichschau i. d. R. die vorhandenen und mit vertretbarem wirtschaftlichem Aufwand zu beschaffenden Informationen herangezogen durch Sichtung von vorhandenen Unterlagen, wie
- Schadensaufnahme/ -kataster,
- Vermessung,
- Geotechnische/geophysikalische Untersuchungen.[21]

In den Niederlanden sind in neuen Deichen versuchsweise Analysekabel verlegt worden, die die Qualität des Deichinneren wie Wassereintritt automatisch messen und an eine Überwachungszentrale melden können.

## Verwaltung in Deutschland

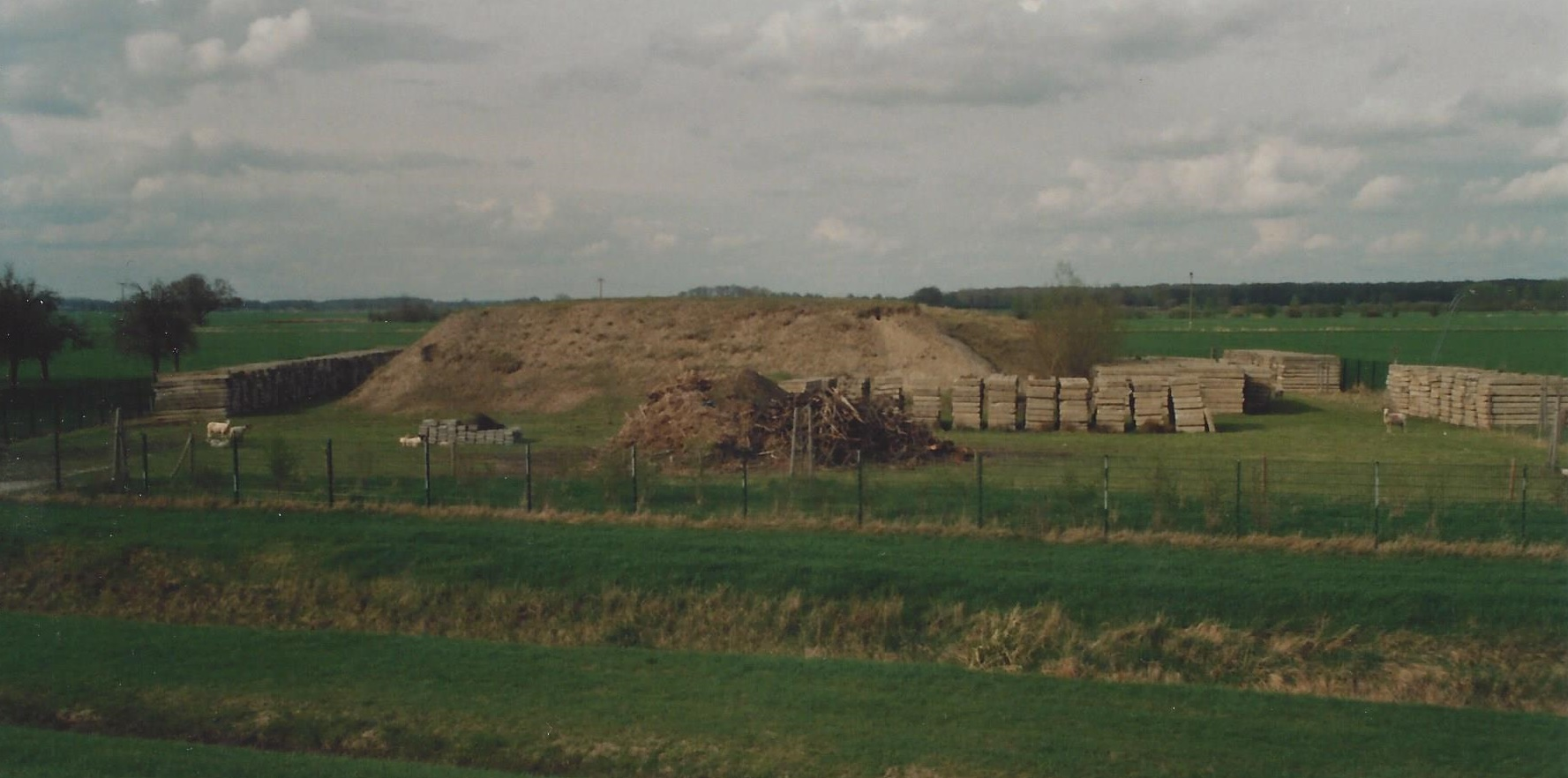
Lagerplatz zur Deichsicherung bei Gülstorf, Amt Neuhaus

Die Länder Bremen, Hamburg, Mecklenburg-Vorpommern, Niedersachsen und Schleswig-Holstein haben bedeutende Deichanlagen. Sie werden von Deichverbänden oder Landesbetrieben instand gehalten.

## Deiche in der deutschen Literatur
Ein literarisch klassisches Beispiel zum Thema Deichbau ist Theodor Storms Novelle Der Schimmelreiter, wobei die Hattstedtermarsch und der Hattstedter Neue Koog den landschaftlichen Hintergrund bilden.

## Literatur

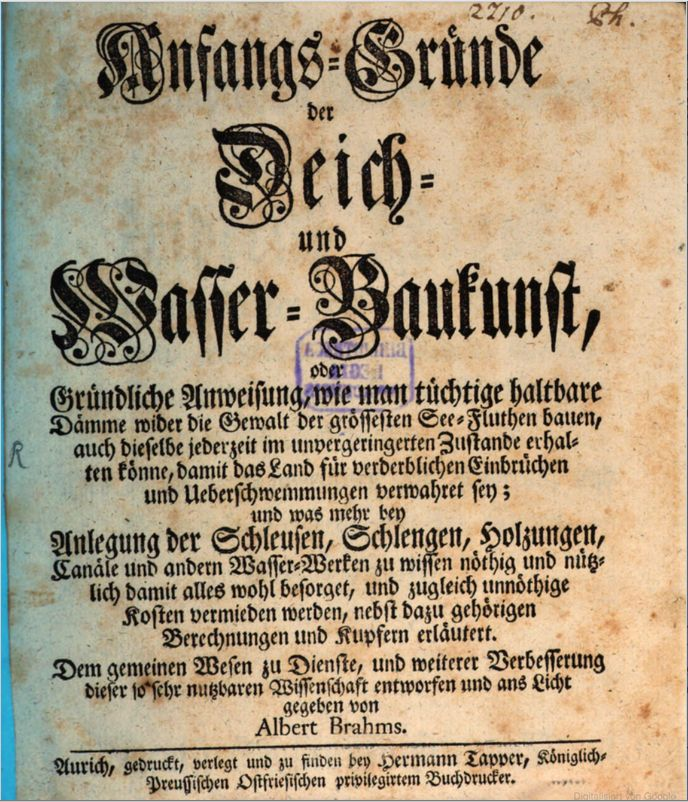
Albert Brahms’ Werk Anfangs-Gründe der Deich- und Wasser-Baukunst von 1754